# 덮개

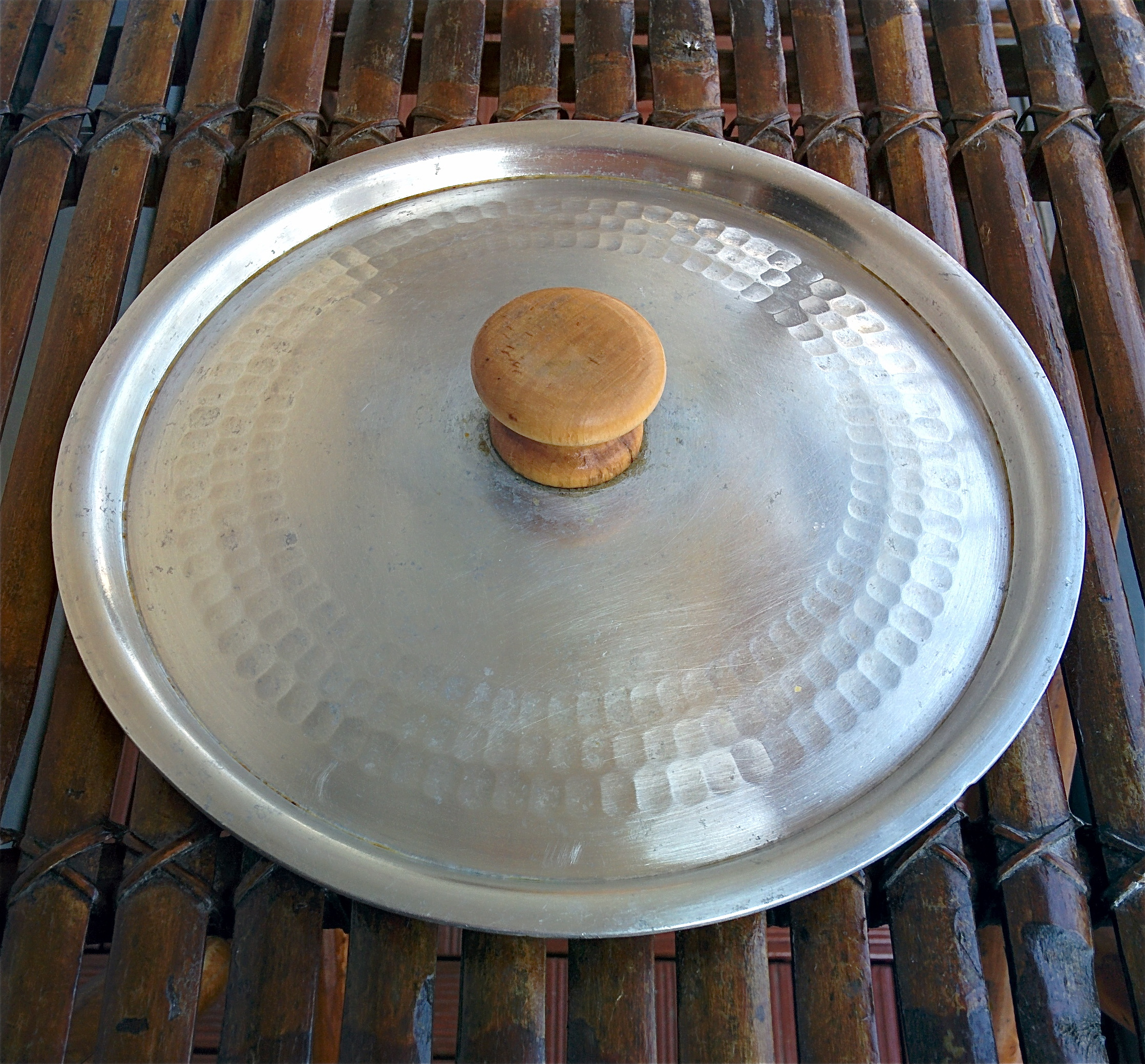

덮개는 덮는 물건을 뜻하는 말이다. 덮개는 “덮다”는 움직씨의 줄기 “덮”에 “애”가 붙어 만들어진 이름씨 낱말로, 큰 통이나 독을 덮거나 눈, 비, 바람 따위를 막는 것이고, 뚜껑은 병이나 항아리 같이 아가리가 구멍으로 된 것을 막는 물건을 뜻한다.

## 역사
덮개는 기원전 3100년까지 거슬러 올라가는 도자기에서 발견되었다. 덮개가 달린 고대 이집트의 캐노픽 항아리에는 기원전 2686년부터 미라 시체의 장기가 들어 있었다. 커피 덮개 시장 규모는 약 1억 8천만 달러에 달한다. 2009년 미국에서는 약 140억 개의 덮개가 판매되었다. 욕조나 항아리와 같은 일부 용기에는 플라스틱 필름이 용기에 열로 밀봉되어 있다.

## 같이 보기
- 뚜껑
- 마개
- 중간뇌#덮개 (tectum)